# Председатель правительства Республики Дагестан
Председатель Правительства Республики Дагестан — глава правительства, назначается Главой Дагестана с согласия Народного Собрания Республики.

## Список

### Главы правительств Дагестанской АССР
| #                                                         | Министр                                                   | Фото                                                      | Период правления                                          | Партия                                                    | Этническая принадлежность                                 | Примечание                                                |                                                           |
| Председатели Совета Народных Комиссаров Дагестанской АССР | Председатели Совета Народных Комиссаров Дагестанской АССР | Председатели Совета Народных Комиссаров Дагестанской АССР | Председатели Совета Народных Комиссаров Дагестанской АССР | Председатели Совета Народных Комиссаров Дагестанской АССР | Председатели Совета Народных Комиссаров Дагестанской АССР | Председатели Совета Народных Комиссаров Дагестанской АССР | Председатели Совета Народных Комиссаров Дагестанской АССР |
| --------------------------------------------------------- | --------------------------------------------------------- | --------------------------------------------------------- | --------------------------------------------------------- | --------------------------------------------------------- | --------------------------------------------------------- | --------------------------------------------------------- | --------------------------------------------------------- |
| 1                                                         | Джелал-эд-Дин Асельдерович Коркмасов                      |                                                           | 5 декабря 1921 — 29 декабря 1931                          | ВКП(б)                                                    | Кумык                                                     |                                                           |                                                           |
| 2                                                         | Керим Гусейнович Мамедбеков                               |                                                           | 29 декабря 1931 — сентябрь 1937                           | ВКП(б)                                                    | Азербайджанец                                             |                                                           |                                                           |
| 3                                                         | Джемалутдин Махмудович Магомедов                          |                                                           | сентябрь 1937— март 1940                                  | ВКП(б)                                                    | Даргинец                                                  |                                                           |                                                           |
| 4                                                         | Абдурахман Даниялович Даниялов                            |                                                           | март 1940 — 28 марта 1946                                 | ВКП(б)                                                    | Аварец                                                    |                                                           |                                                           |
| Председатели Совета Министров Дагестанской АССР           |                                                           |                                                           |                                                           |                                                           |                                                           |                                                           |                                                           |
| 1                                                         | Абдурахман Даниялович Даниялов                            |                                                           | 28 марта 1946 — 3 декабря 1948                            | ВКП(б)                                                    | Аварец                                                    |                                                           |                                                           |
| 2                                                         | Салам Мухтадирович Айдинбеков                             |                                                           | декабрь 1948—1951                                         | ВКП(б)                                                    | Лезгин                                                    |                                                           |                                                           |
| 3                                                         | Магомед Меджидович Меджидов                               |                                                           | 1951 — 29 декабря 1956                                    | ВКП(б)/КПСС                                               | Даргинец                                                  |                                                           |                                                           |
| 4                                                         | Магомед-Салам Ильясович Умаханов                          |                                                           | 29 декабря 1956 — 29 ноября 1967                          | КПСС                                                      | Даргинец                                                  |                                                           |                                                           |
| 5                                                         | Алипаша Джалалович Умалатов                               |                                                           | 29 ноября 1967 — 19 декабря 1978                          | КПСС                                                      | Кумык                                                     |                                                           |                                                           |
| 6                                                         | Магомед Юсупович Юсупов                                   |                                                           | 19 декабря 1978 — 24 мая 1983                             | КПСС                                                      | Аварец                                                    |                                                           |                                                           |
| 7                                                         | Магомедали Магомедович Магомедов                          |                                                           | 24 мая 1983 — август 1987                                 | КПСС                                                      | Даргинец                                                  |                                                           |                                                           |
| 8                                                         | Абдуразак Марданович Мирзабеков                           |                                                           | август 1987 — 26 июля 1994                                | КПСС                                                      | Кумык                                                     |                                                           |                                                           |
| Председатели Правительства Республики Дагестан            |                                                           |                                                           |                                                           |                                                           |                                                           |                                                           |                                                           |
| 1                                                         | Абдуразак Марданович Мирзабеков                           |                                                           | 26 июля 1994 — 20 августа 1997                            |                                                           | Кумык                                                     |                                                           |                                                           |
| 2                                                         | Хизри Исаевич Шихсаидов                                   |                                                           | 20 августа 1997 — 13 октября 2004                         |                                                           | Кумык                                                     |                                                           |                                                           |
| 3                                                         | Атай Баширович Алиев                                      |                                                           | 14 октября 2004 — 6 марта 2006                            |                                                           | Кумык                                                     |                                                           |                                                           |
| 4                                                         | Шамиль Магомедович Зайналов                               |                                                           | 6 марта 2006 — 25 февраля 2010                            |                                                           | Кумык                                                     |                                                           |                                                           |
| 5                                                         | Магомед Имранович Абдулаев                                |                                                           | 25 февраля 2010 — 30 января 2013                          |                                                           | Аварец                                                    |                                                           |                                                           |
| 6                                                         | Мухтар Муртузалиевич Меджидов                             |                                                           | 31 января 2013 — 22 июля 2013                             |                                                           | Даргинец                                                  |                                                           |                                                           |
| 7                                                         | Гамидов, Абдусамад Мустафаевич                            |                                                           | 22 июля 2013 — 5 февраля 2018                             |                                                           | Даргинец                                                  |                                                           |                                                           |
| —                                                         | Карибов, Анатолий Шамсутдинович                           |                                                           | 5—7 февраля 2018 исполняющий обязанности                  |                                                           | лезгин                                                    |                                                           |                                                           |
| 8                                                         | Здунов, Артём Алексеевич                                  |                                                           | 7 февраля 2018 — 18 ноября 2020                           |                                                           | Мордвин                                                   |                                                           |                                                           |
| 9                                                         | Амирханов, Абдулпатах Гаджиевич                           |                                                           | 11 декабря 2020 — 17 февраля 2022                         |                                                           | Аварец                                                    |                                                           |                                                           |
| 10                                                        | Абдулмуслимов, Абдулмуслим Мухудинович                    |                                                           | с 22 февраля 2022 года                                    |                                                           | Аварец                                                    |                                                           |                                                           |